# Matthew Kneale
Matthew Kneale (Londra, 24 novembre 1960) è uno scrittore britannico, conosciuto in particolare per il suo romanzo Il passeggero inglese.

## Biografia
Figlio degli scrittori Nigel Kneale e Judith Kerr, ha frequentato la Latymer Upper School di Londra, e in seguito ha studiato storia moderna al Magdalen College (Oxford), prima di trascorrere un anno in Giappone, dove ha iniziato a scrivere.
Il romanzo Whore Banquets del 1987 è stato premiato con il Somerset Maugham Award e il Betty Trask Award.
Il passeggero inglese (English Passengers) ha vinto il prestigioso Whitbread Book Award ed è stato finalista al Booker Prize. Vincitore del John Llewellyn Rhys Prize nel 1992 con Nero Tamigi, è stato anche finalista al premio australiano Miles Franklin Award nel 2000, onore per la prima volta dato a un autore non australiano.
Vive in Italia, a Roma, alla cui storia ha dedicato l'opera Storia di Roma in sette saccheggi.

## Opere

### Narrativa
- Whore Banquets (1987)
- Inside Rose's Kingdom (1989)
- Nero Tamigi (Sweet Thames, 1992), Milano, Bompiani, 1997 traduzione di Idolina Landolfi ISBN 88-452-2994-7.
- Il passeggero inglese (English Passengers, 2000), Milano, Bompiani, 2002 traduzione di Pier Francesco Paolini ISBN 88-452-5248-5.
- Piccoli crimini nell'età dell'abbondanza (Small Crimes in an Age of Abundance, 2004), Roma, Fazi, 2007 traduzione di Stefania Sapuppo ISBN 978-88-8112-838-9.
- Powder (2006)
- When We Were Romans (2008)
- Pilgrims (2020)

### Saggistica
- Un ateo racconta la fede: storia di un'invenzione che ha cambiato il mondo (An Atheist's History of Belief), Bari, Dedalo, 2014 traduzione di Vito Carrassi ISBN 978-88-220-0577-9.
- Storia di Roma in sette saccheggi (Rome: A History in Seven Sackings, 2017), Torino, Bollati Boringhieri, 2018 traduzione di Bianca Bertola ISBN 978-88-339-2976-7.